# Зелёный Яр (Ленинский район)
Зелёный Яр (до 1945 года — Ташлы́-Яр; укр. Зелений Яр, крымскотат. Taşlı Yar, Ташлы Яр) — село в Ленинском районе (Автономной) Республики Крым, входит в состав Останинского сельского поселения (Останинского сельсовета).

## Население
| 2001 | 2014 |
| ---- | ---- |
| 70   | ↘34  |

Всеукраинская перепись 2001 года показала следующее распределение по носителям языка
| Язык             | Процент |
| ---------------- | ------- |
| русский          | 62,86   |
| крымскотатарский | 28,57   |
| украинский       | 8,57    |

### Динамика численности
| - 1805 год — 122 чел. - 1864 год — 170 чел. - 1886 год — 309 чел. - 1889 год — 341 чел. - 1892 год — 213 чел. - 1902 год — 315 чел. | - 1915 год — 297/147 чел. - 1926 год — 341 чел. - 2001 год — 341 чел. - 2009 год — 58 чел. - 2014 год — 34 чел. |

## Современное состояние
На 2017 год в Зелёном Яре числится 2 улицы — Гагарина, Степная и территория Хутор; на 2009 год, по данным сельсовета, село занимало площадь 6 гектаров на которой, в 26 дворах, проживало 58 человек.

## География
Зелёный Яр расположен на севере района и Керченского полуострова, в балке маловодной реки Зелёный Яр, в месте пересечения рекой увалов Парпачского хребта. В той же теснине в 1975 году сооружена плотина Зелёноярского водохранилища. Находится примерно в 21 километре (по шоссе) на северо-восток от райоцентра Ленино, у окраины села находится платформа 55 километр (на линии Джанкой — Керчь), высота центра села над уровнем моря 47 м. Транспортное сообщение осуществляется по региональной автодороге 35Н-355 Керчь — Чистополье — Новоотрадное (по украинской классификации — С-0-10848).

## История
Первое документальное упоминание села встречается в Камеральном Описании Крыма… 1784 года, судя по которому, в последний период Крымского ханства Ташлыяр входил в Орта Керченский кадылык Кефинского каймаканства. После присоединения Крыма к России (8) 19 апреля 1783 года, (8) 19 февраля 1784 года, именным указом Екатерины II сенату, на территории бывшего Крымского Ханства была образована Таврическая область и деревня была приписана к Левкопольскому, а после ликвидации в 1787 году Левкопольского — к Феодосийскому уезду Таврической области. После Павловских реформ, с 1796 по 1802 год, входила в Акмечетский уезд Новороссийской губернии. По новому административному делению, после создания 8 (20) октября 1802 года Таврической губернии, Ташлыяр был включён в состав Кадыкелечинской волости Феодосийского уезда.
По Ведомости о числе селений, названиях оных, в них дворов… состоящих в Феодосийском уезде от 14 октября 1805 года , в деревне Ташлаяр числилось 22 двора и 122 жителя. На военно-топографической карте генерал-майора Мухина 1817 года деревня Ташлар обозначена с 22 дворами. После реформы волостного деления 1829 года Ташлияр, согласно «Ведомости о казённых волостях Таврической губернии 1829 года», отнесли к Чалтемирской волости (переименованной из Кадыкелечинской). На карте 1836 года в деревне 24 двора, как и на карте 1842 года.
В 1860-х годах, после земской реформы Александра II, деревню приписали к Сарайминской волости. Согласно «Списку населённых мест Таврической губернии по сведениям 1864 года», составленному по результатам VIII ревизии 1864 года, Ташлыяр — владельческая и общинная татарская деревня с 42 дворами, 170 жителями, мечетью и сельской почтовой станцией близ морскаго берега. По обследованиям профессора А. Н. Козловского начала 1860-х годов, в селении колодцы были глубиной 1—5 саженей (от 2 до 10 м), но в большинстве из них (около трёх четвертей) вода была «дурного качества». Также имелись ауты, которые высыхали в течение лета (Аут — небольшой пруд в степном Крыму, наполнявшийся дождевой и талой водой). На трёхверстовой карте Шуберта 1865—1876 года в деревне Ташлыяр обозначено 33 двора. На 1886 год в деревне, согласно справочнику «Волости и важнѣйшія селенія Европейской Россіи», проживало 309 человек в 59 домохозяйствах, действовала мечеть.
По «Памятной книге Таврической губернии 1889 года», по результатам Х ревизии 1887 года, в деревне Ташлыяр, уже Петровской волости, числилось 68 дворов и 341 житель. По «…Памятной книжке Таврической губернии на 1892 год» в Ташлыяре, входившем в Ташлыярское сельское общество, числилось 213 жителей в 44 домохозяйствах, а в безземельном Ташлыяре, не входившем в сельское общество — 100 жителей, домохозяйств не имеющих. По «…Памятной книжке Таврической губернии на 1902 год» в деревне Ташлыяр, входившей в Ташлыярское сельское общество, числилось 315 жителей в 80 домохозяйствах. По Статистическому справочнику Таврической губернии. Ч.II-я. Статистический очерк, выпуск пятый Феодосийский уезд, 1915 год, в деревне Ташлыяр Петровской волости Феодосийского уезда числилось 102 двора (72 двора с землёй, 30 — безземельные) с татарским населением в количестве 297 человек приписных жителей и 147 «посторонних», из которых 235 мужчин и 208 женщин. Жители владели 1501 десятиной удобной земли. В хозяйствах имелось 238 лошадей, 43 вола, 85 коров и 1006 голов овец, свиней, или коз.
После установления в Крыму Советской власти, по постановлению Крымревкома, 25 декабря 1920 года был образован Керченский (степной) уезд, а, постановлением ревкома № 206 «Об изменении административных границ» от 8 января 1921 года была упразднена волостная система и село вошло в состав Петровского района Керченского уезда, а в 1922 году уезды получили название округов. 11 октября 1923 года, согласно постановлению ВЦИК, в административное деление Крымской АССР были внесены изменения, в результате которых округа были отменены, Керченский округ слили с Феодосийским, Петровский район упразднили, влив в Керченский район. Согласно Списку населённых пунктов Крымской АССР по Всесоюзной переписи 17 декабря 1926 года, в селе Ташлыяр (русский), Ново-Николаевского сельсовета Керченского района, числилось 78 дворов, из них 71 крестьянский, население составляло 341 человек (166 мужчин и 175 женщин). В национальном отношении учтено: 300 татар, 19 русских, 3 украинцев, 19 греков, действовала татарская школа. Постановлением ВЦИК «О реорганизации сети районов Крымской АССР» от 30 октября 1930 года (по другим сведениям 15 сентября 1931 года) Керченский район упразднили и село включили в состав Ленинского. Видимо, в ходе той же реорганизации, был образован Ташлыярский сельсовет, поскольку на 1940 год он уже существовал. На километровой карте Генштаба Красной армии 1941 года в селе обозначен 51 двор.
В 1944 году, после освобождения Крыма от фашистов, согласно постановлению ГКО № 5859 от 11 мая 1944 года, 18 мая крымские татары были депортированы в Среднюю Азию. Указом Президиума Верховного Совета РСФСР от 21 августа 1945 года Ташлы-Яр был переименован в Зелёный Яр и Ташлы-Ярский сельсовет — в Зеленоярский. С 25 июня 1946 года Зелёный Яр в составе Крымской области РСФСР, а 26 апреля 1954 года Крымская область была передана из состава РСФСР в состав УССР. Время упразднения сельсовета и включения в Астанинский пока не установлено: на 15 июня 1960 года село уже числилось в составе. С 12 февраля 1991 года село в восстановленной Крымской АССР, 26 февраля 1992 года переименованной в Автономную Республику Крым. С 21 марта 2014 года — в составе Республики Крым России.